# Pamukkale (Denizli)
Pamukkale est une ville et un district de la province de Denizli dans la région égéenne en Turquie.